# Coppa Libertadores 2015 (calcio femminile)
La Coppa Libertadores 2015 è stata la 7ª edizione della massima competizione sudamericana riservata a squadre femminili di club. Il torneo si è tenuto tra il 28 ottobre e l’8 novembre in Colombia.
Il trofeo è stato vinto, per la prima volta nella loro storia, dalle brasiliane del Ferroviária.

## Squadre
Al torneo partecipano 12 squadre di 10 federazioni (i 10 membri della CONMEBOL), i cui criteri di qualificazione sono determinati dalle singole federazioni nazionali.
| Nazione               | Squadra                | Qualificazione                                             |
| --------------------- | ---------------------- | ---------------------------------------------------------- |
| Argentina (1 squadra) | UAI Urquiza            | Campione del Campionato Argentino Femminile 2014-2015      |
| Bolivia (1 squadra)   | San Martín de Porres   | Campione del Campionato Nazionale femminile boliviano 2015 |
| Brasile (2 squadre)   | São José               | Campione in carica                                         |
| Brasile (2 squadre)   | Ferroviária            | Campione della Coppa del Brasile femminile 2014            |
| Cile (1 squadra)      | Colo-Colo              | Campione del Campionato Cileno Femminile 2014              |
| Colombia (2 squadre)  | Formas Íntimas         | Campione della Coppa Pre-Libertadores 2015                 |
| Colombia (2 squadre)  | Real Pasión            | Vicecampione della Coppa Pre-Libertadores 2015             |
| Ecuador (1 squadra)   | Espuce                 | Campione del Campionato Ecuadoriano Femminile 2015         |
| Paraguay (1 squadra)  | Cerro Porteño          | Campione del Campionato Paraguaiano Femminile 2014         |
| Perù (1 squadra)      | Universitario          | Campione del Campionato Peruviano Femminile 2015           |
| Uruguay (1 squadra)   | Colón                  | Campione del Campionato Uruguaiano Femminile 2014          |
| Venezuela (1 squadra) | Estudiantes de Guárico | Campione del Campionato Femminile Venezuelano 2015         |

## Stadi
Le partite si sono tenute nell’Area metropolitana di Medellín nei seguenti stadi:
- Stadio Atanasio Girardot, Medellín (45.943)
- Stadio Cincuentenario, Medellín (2.500)
- Stadio Municipal, Girardota (4.000)
- Stadio Polideportivo Sur, Envigado (11.000)

## Fase a gironi

### Gruppo A
| Pos. | Squadra                | Pt | G | V | N | P | GF | GS | DR  |
| ---- | ---------------------- | -- | - | - | - | - | -- | -- | --- |
| 1.   | São José               | 7  | 3 | 2 | 1 | 0 | 12 | 1  | +11 |
| 2.   | Estudiantes de Guárico | 4  | 3 | 1 | 1 | 1 | 5  | 5  | 0   |
| 3.   | Cerro Porteño          | 4  | 3 | 1 | 1 | 1 | 3  | 7  | -4  |
| 4.   | Real Pasión            | 1  | 3 | 0 | 1 | 2 | 1  | 8  | -7  |

### Gruppo B
| Pos. | Squadra     | Pt | G | V | N | P | GF | GS | DR |
| ---- | ----------- | -- | - | - | - | - | -- | -- | -- |
| 1.   | Ferroviária | 7  | 3 | 2 | 1 | 0 | 9  | 0  | +9 |
| 2.   | UAI Urquiza | 7  | 3 | 2 | 1 | 0 | 6  | 4  | +2 |
| 3.   | Colón       | 3  | 3 | 1 | 0 | 2 | 6  | 9  | -3 |
| 4.   | Espuce      | 0  | 3 | 0 | 0 | 3 | 2  | 10 | -8 |

### Gruppo C
| Pos. | Squadra              | Pt | G | V | N | P | GF | GS | DR  |
| ---- | -------------------- | -- | - | - | - | - | -- | -- | --- |
| 1.   | Colo-Colo            | 9  | 3 | 3 | 0 | 0 | 11 | 1  | +10 |
| 2.   | Formas Íntimas       | 6  | 3 | 2 | 0 | 1 | 20 | 3  | +17 |
| 3.   | San Martín de Porres | 3  | 3 | 1 | 0 | 2 | 8  | 16 | -8  |
| 4.   | Universitario        | 0  | 3 | 0 | 0 | 3 | 2  | 21 | -19 |

### Raffronto delle seconde classificate
| Pos. | Squadra                | Pt | G | V | N | P | GF | GS | DR  |
| ---- | ---------------------- | -- | - | - | - | - | -- | -- | --- |
| 1.   | UAI Urquiza            | 7  | 3 | 2 | 1 | 0 | 6  | 4  | +2  |
| 2.   | Formas Íntimas         | 6  | 3 | 2 | 0 | 1 | 20 | 3  | +17 |
| 3.   | Estudiantes de Guárico | 4  | 3 | 1 | 1 | 1 | 5  | 5  | 0   |

## Fase a eliminazione diretta
|  | Semifinali  | Semifinali  | Semifinali |           |             | Finale           | Finale           | Finale          |  |
|  |             |             |            |           |             |                  |                  |                 |  |
|  | São José    | São José    | 0          |           |             |                  |                  |                 |  |
|  | São José    | São José    | 0          |           |             |                  |                  |                 |  |
|  | Ferroviária | Ferroviária | 1          |           |             |                  |                  |                 |  |
|  | Ferroviária | Ferroviária | 1          |           | Ferroviária | Ferroviária      | 3                |                 |  |
|  |             |             |            |           | Ferroviária | Ferroviária      | 3                |                 |  |
|  |             |             | Colo-Colo  | Colo-Colo | 1           |                  |                  |                 |  |
|  | Colo-Colo   | Colo-Colo   | Colo-Colo  | Colo-Colo | 1           | 2                |                  |                 |  |
|  | Colo-Colo   | Colo-Colo   |            |           |             | 2                |                  |                 |  |
|  | UAI Urquiza | UAI Urquiza | 0          |           |             | Finale 3º posto  | Finale 3º posto  | Finale 3º posto |  |
|  | UAI Urquiza | UAI Urquiza | 0          |           |             |                  |                  |                 |  |
|  |             |             |            |           |             |                  |                  |                 |  |
|  |             |             |            |           |             | São José         | São José         | 1 (5)           |  |
|  |             |             |            |           |             | São José         | São José         | 1 (5)           |  |
|  |             |             |            |           |             | UAI Urquiza(dtr) | UAI Urquiza(dtr) | 1 (6)           |  |